# Ольшанка (приток Норини)
Ольшанка или Хвасенка — правый приток реки Норинь, протекающий по Коростенскому району (Житомирская область). Является магистральным каналом осушительной системы.

## География
Длина — 15 или 19 км. Площадь бассейна — 106 или 120 км². Является магистральным каналом осушительной системы (междуречье Ольшанки и Мощаницы, Ольшанки и Стручок) и служит водоприёмником системы. Часть русла выпрямлено в канал (канализировано). Есть пруды. Притоки (длинной менее 10 км): 6 общей длиной 17 км.
Берёт начало от ручьёв, что восточнее села Белокаменка. Река течёт на север, северо-восток. Впадает в реку Норинь (на 26-м км или 28-м км от её устья) в селе Раковщина. 
Пойма частично занята болотами, лугами. 
Населённые пункты на реке (от истока к устью): 
1. Потаповичи
2. Великая Фосня
3. Малая Фосня
4. Великие Мошки
5. Раковщина